# Не прощаюсь
«Не прощаюсь» — 16-я книга российского писателя Бориса Акунина из серии «Новый детектив». Имеет подзаголовок «Приключения Эраста Фандорина в XX веке. Часть вторая».
По заявлению автора — последняя книга из цикла об Эрасте Фандорине. Выход романа состоялся 8 февраля 2018 года.

## Публикация и история создания
В интервью, предшествующих публикации книги, Акунин сообщал, что ему осталось написать лишь один, последний роман о Фандорине. 8 октября 2017 года Акунин сообщил, что закончил работу над серией произведений об Эрасте Фандорине. Об этом он написал в своём Facebook.

«Извещаю всех заинтересованных лиц, что сего 8 числа десятого месяца 29 года эпохи Хэйсэй закончил последнюю книгу серии „Приключения Эраста Фандорина“… Роман должен выйти 8 февраля 2018 г., в 20-ю годовщину публикации первой фандоринской книжки, романа „Азазель“».

1 января 2018 года, за месяц до выхода книги, Борис Акунин в качестве новогоднего подарка читателям опубликовал первую главу романа на своей странице в Facebook. Из этой главы становится известно о том, что произошло с Фандориным после событий, описанных в «Чёрном городе».
Роман «Не прощаюсь» вышел 8 февраля 2018 года, в двадцатую годовщину публикации первой книги фандоринского цикла, романа «Азазель».
Журналист Денис Корсаков сообщает, что разговоры о создании этой книги шли уже давно, «ещё в конце прошлого века. Лев Данилкин, ныне лауреат „Большой книги“, а тогда — молодой и восторженный литературный критик, автор одной из первых рецензий на тексты Акунина, рассказал, что роман будет римейком „Адъютанта его превосходительства“. Примерно тогда же всплыло и первоначальное название — „Всё хорошо“».

## Сюжет
В книге появляются персонажи из цикла «Смерть на брудершафт», и упоминаются герои других книг из серии «Приключения Эраста Петровича Фандорина». В частности, Алексей Романов-Октябрьский является полноценным вторым главным героем романа, занимающим около половины текста. Его сюжетная линия посвящена тому, как будучи идейно красным, он внедряется к белым.
1918 год. В первой главе описано, что Фандорин выжил после ранения, полученного в Баку в 1914 году («Чёрный город»), но впал в кому на 3 года 8 месяцев и 28 дней. Масе, который ухаживал за ним несколько лет, пришлось уезжать с господином из Самары. На поезде по пути в Москву Маса столкнулся с попыткой ограбления пассажиров. Неудачный выстрел грабителя пришёлся на Фандорина, пройдя по касательной, тем самым вытащив его из комы.
По приезде в Москву 62-летний Эраст Петрович узнаёт от Масы о событиях, которые он «пропустил» (Первая мировая война, падение самодержавия и Октябрьская революция, начало гражданской войны), заново учится ходить и пытается освоиться в изменившемся мире. В это время у него совершенно пропадает его фирменная черта — лёгкое заикание. Какое-то время он ездит по городу в специально сделанном Масой инвалидном кресле, знакомится с анархистами, затем во время схватки с очередным злодеем от полученной от него раны в нём пробуждается неоднократно упоминаемая Акуниным «энергия Ки», а вместе с ней возвращаются силы и умения восточных боевых искусств, благодаря которым он легко расправляется со злодеем неожиданно для последнего. Заканчивается первая часть бегством Фандорина из дома, где победившие большевики осадили укрывавшихся в нём анархистов, и который Эраст Петрович покидает прыжком с высоты, наслаждаясь возвращением его привычных японских навыков.
1919 год. Проведя целый год в далёком монастыре на севере Вологодской губернии, где Эраст Петрович тщетно надеялся «пересидеть» смуту, Фандорин пробирается в Севастополь, подальше от красной России. В Севастополе его уже ожидает Маса. В дороге он встречает девушку-скульптора Мону — дочь петербургского врача-психиатра Елизавету Анатольевну Турусову (которую за загадочность улыбки, напоминающей о Моне Лизе, прозвала Моной её мать, Варвара Андреевна Турусова, в девичестве Суворова, главная героиня романа «Турецкий гамбит»). Мона, узнав, что её случайный попутчик — тот самый Фандорин, по которому «всю жизнь сохла» её мать, соблазняет его и беременеет, а затем, выбрав момент, рассказывает ему, что она — дочь «той самой» Варвары Андреевны. Таким образом выясняется, кто станет матерью Александра Фандорина и бабушкой его сына Николая — нашего современника и героя другого акунинского цикла «Приключения магистра».
В это же время они встречают Алексея Романова — героя цикла «Смерть на брудершафт», который вместе с племянником белогвардейского генерала также пробирается к белым на юг с целью внедрения в штаб белогвардейцев (для чего он организовал спасение товарища из рук красноармейцев). В Харькове, в штабе Добровольческой армии, Эрасту Петровичу приходится, в частности, принять участие в расследовании неудачного покушения на командующего белогвардейскими войсками юга Антона Ивановича (его фамилия не называется, но подразумевается Деникин), в результате которого погибли невинные дети-сироты. Также Фандорину предстоит найти красного шпиона (реальный прототип — Павел Макаров, литературно-кинематографический — Павел Андреевич Кольцов из фильма «Адъютант его превосходительства» в исполнении Юрия Соломина, здесь выступающий под «гибридной» фамилией Макольцев) в штабе командующего белой армией генерала Гай-Гаевского (реальный прототип — генерал В. З. Май-Маевский, литературно-кинематографический — генерал Ковалевский из того же фильма, в этой роли снимался Владислав Стржельчик). Диверсия заговорщиков завершается взрывом дрезины, на которой Фандорин покинул Харьков.
1921 год. Маса и Мона, мать двухлетнего мальчика, живут в Швейцарии и выясняют, кто виноват в гибели Фандорина. Маса карает злодея, однако действительно ли Фандорин погиб или ему снова удалось спастись — так и остаётся неизвестным.

## Отзывы
Рецензия журнала «Афиша» имеет подзаголовок «что не так с последним романом про Эраста Фандорина». По мнению рецензента, «главная беда нового акунинского детектива — то, что детектив не удался. Эту претензию Акунину предъявляли не раз, но в „Не прощаюсь“ все совсем тоскливо. Расследование или оказывается пустяковым (пропажа мешка со швейными иголками — вот истинное дело для пожилого сыщика), или прерывается очередным deus ex machina, или тонет в мириадах исторических подробностей, которые Акунину удаются куда лучше. Собственно, если смотреть на „Не прощаюсь“ как на непритязательный исторический роман, то все вполне неплохо (…) Акунин берет все свои штампы и выкручивает их до упора. Первыми жертвами становятся вкус и чувство меры». Критик отмечает наличие многочисленных отсылок к другим произведениям автора: «А вот что Акунину неожиданно удается — это фансервис, перемигивания с поклонниками. (…) Главная цель нового романа — не рассказать хорошую историю, а связать покрепче все главные циклы Акунина. „Не прощаюсь“ завершает (но не очень убедительно) сюжет про Эраста Петровича, перекидывает мостик к „Приключениям магистра“, становится кроссовером с „Жанрами“ и той же „Смертью на брудершафт“. И если сам по себе роман не удался, то в роли еще одного кусочка пазла работает на удивление неплохо. За двадцать лет Акунину удалось не только написать несколько хороших, десяток сносных и пару никудышных романов, но и создать настоящую книжную вселенную на манер комиксов Marvel».
Галина Юзефович озаглавила свою рецензию «Ненастоящий детектив». По ее словам, роман писался явно не ради детективной интриги: «основной предмет Акунина на сей раз — нравы России времен Гражданской войны. Перемещаясь из Самары в Москву, потом в удаленный северный монастырь, а оттуда в Харьков и Таганрог, Эраст Петрович проводит последовательную ревизию „черной“ (анархистской), „зеленой“ (махновской), „белой“, „красной“ и даже „коричневой“ (цвета дерьма) правд, разрывающих страну на части, и все их находит одинаково негодными и пагубными». По ее мнению, огромный материал втиснут в книгу путем беспощадного уплотнения и сжатия: «ак результат, все кусты в романе изобилуют роялями, страстная и долговечная любовь зарождается в сердцах героев подобно удару молнии, без малейшей прелюдии, многообещающие нити самым бессовестным образом обрываются, а яркие персонажи (…) вынужденно довольствуются всего лишь камео». Она также отмечает «обслуживание фанатов»: роман «явно рассчитан в первую очередь на фанатскую аудиторию и содержит несколько приятных реверансов в ее сторону». В ее личном рейтинге романов о Фандорине книга поставлена на 13-е место из 17: «Не то чтобы хороший детектив, но вполне недурной исторический роман о гражданской войне (куда лучше тех, что выходят у Акунина в последние годы в серии „История государства Российского“)».
Константин Мильчин пишет: «облом. Нам обещали, что будет прощальная книга о Фандорине, а это, оказывается, еще и промежуточный роман об Алексее Романове, герое части книг серии „Смерть на брудершафт“ и вроде как „Шпионского романа“. Когда-то ходил анекдот, что фильм „Рэмбо V“ будет одновременно фильмом „Рокки VI“ и Сильвестр Сталлоне снимется там сразу в двух ролях — и спецназовца, и боксера. То был анекдот, а тут Акунин осуществил нечто сравнимое по масштабам, редкий в русской литературе пример кроссовера — под одной обложкой оказались персонажи из вроде как бы несовместимых серий. Сперва Фандорин и Романов вообще не пересекаются, но ближе к середине книги они начнут взаимодействовать и даже противостоять друг другу». По мнению Мильчина, книга похожа не на классические детективы, а на историческую прозу, которой Акунину так нравится заниматься последние годы. В книгу включены «фантазия на тему революции и Гражданской войны, небольшое рассуждение о том, почему победили именно красные и был ли шанс у других сторон, включая анархистов (…). В итоге герои странствуют из одного лагеря в другой, и везде интересно, везде одновременно хорошо и одновременно плохо, везде длинные пафосные речи. Последние, увы, заменяют собой действие, что до крайности печально». Роман, по словам критика, распадается на отдельные эпизоды, «единая интрига тут лишь одна — как умрет Фандорин». «Но что особенно печально, Фандорин больше не Фандорин. Он почти не расследует, почти не думает, он в коме, то помалкивает, то делает детей, то где-то шляется».
По мнению рецензента «Российской газеты», «предусмотрительный автор оставил себе лазейку, теоретически позволяющую в очередной раз воскресить героя», однако в то, что эта книга будет последней из цикла — верится, так как чувствуется «усталость материала», Фандорин — как и его автор, разочаровались в стране. «Росбалт» пишет о том же, подробно развивая мысль, что «заканчивая 20-летнюю эпопею, писатель, уже не живущий в России, подводит черту под попыткой слить либеральные и охранительные чувства в одну идеологию». «Комсомольская Правда» считает, что это самый печальный роман о Фандорине, также указывается на его слабость: «Вообще кто-нибудь наверняка сразу скажет, что композиция „Не прощаюсь“ разваливается на глазах — но с другой стороны, там разваливается абсолютно все, и Россия, и повстанческие организации, и индивидуальные судьбы, и главный акунинский литературный проект, так что в этом смысле все вполне гармонично».

## Действующие лица и прототипы
Издание снабжено подписанными «фотографическими портретами» (детальными черно-белыми рисунками) прототипов, что сразу раскрывает их личность.
- Виктор Саввин (Борис Савинков)
- Арон Воля (Всеволод Волин)
- Заенко (Степан Саенко)
- Гай-Гаевский (Владимир Май-Маевский)
- Павел Макольцев (Павел Кольцов, главный герой фильма «Адъютант его превосходительства», основанного на автобиографии Павла Макарова)
- Актер-анархист Громов-Невский (Мамонт Дальский)
- Еврей-гусар Лев Миркин (Александр Виленкин)
- Генрих Ягода (в главе «Шутники» 2 части)